# Argelia Laya
Argelia Laya (10 tháng 7 năm 1926 - 27 tháng 11 năm 1997) là một nhà giáo dục người Afro-Venezuela và nhà hoạt động vì quyền phụ nữ. Cô vận động cho quyền bầu cử của phụ nữ và là một trong những phụ nữ Venezuela đầu tiên công khai nói về quyền có con của phụ nữ ngoài giá thú hoặc phá thai. Cô ủng hộ việc coi thường việc phá thai và quyền của cả học sinh và giáo viên đến trường bất kể họ có thai hay không. Vào những năm 1960, cô phục vụ như một chiến binh du kích cho đảng cộng sản, sau đó tách ra khỏi đảng để giúp tìm ra Phong trào Chủ nghĩa Xã hội (MAS). Thông qua bữa tiệc này, cô đã thúc ép các quy định chống phân biệt đối xử để đạt được sự bình đẳng về kinh tế xã hội cho người thiểu số, công nhân và phụ nữ.

## Tuổi thơ
Argelia Mercedes Laya López sinh ngày 10 tháng 7 năm 1926 tại một đồn điền ca cao ở San José del Río Chico, ở bang Miranda, Venezuela, với cha mẹ là Rosario López và Pedro María Laya. Cô là người thứ ba trong bốn anh chị em  và là người Venezuela gốc Phi. Học vấn cô ấy có được có thể là tia sáng cho công việc sau này của cô ấy trong việc tìm kiếm sự bình đẳng và quyền lợi cho tất cả mọi người. Cha mẹ của Laya đã dạy cô và ba anh em mình tầm quan trọng của sự bình đẳng, tự hào về việc họ là người có gốc tích châu Phi, và không cảm thấy xấu hổ hay để mình bị phân biệt đối xử. Bởi vì cha cô tham gia vào các phong trào vũ trang chống lại nhà độc tài Juan Vicente Gómez,  ông đã bị cầm tù nhiều lần và cuối cùng bị trục xuất khỏi Miranda vào năm 1936. Ông qua đời vào cuối năm đó, khiến gia đình phải đối mặt với khó khăn tài chính.  Vào thời điểm đó, gia đình, chuyển đến Caracas nơi Laya vào trường học bình thường. Khi còn đi học, cô đã thành lập Trung tâm Tiểu thuyết Sinh viên và sử dụng nó như một nền tảng để tranh luận về quyền giáo dục và bình đẳng chính trị xã hội của phụ nữ. Cô xây dựng ý tưởng của mình thành một kế hoạch quốc gia thiết lập các nguyên tắc và chiến lược để loại bỏ sự phân biệt đối xử về giới. Cô tốt nghiệp với bằng cấp sư phạm năm 1945 ở tuổi 19.

## Nghề nghiệp
Cùng năm đó, một cuộc đảo chính đã lật đổ chế độ của Tổng thống Isaías Medina Angarita và Laya được gửi đến La Guaira để thực hiện chiến dịch xóa mù chữ. Năm 1946, Laya đồng sáng lập Tổ chức Phụ nữ Quốc gia (tiếng Tây Ban Nha: Organización de la Unión Nacional de Mujeres) và từng là thư ký của tổ chức cho đến năm 1958. Bà kêu gọi tranh luận và kêu gọi phụ nữ được cấp quyền bầu cử. Trong những năm đầu dạy học, Laya có một đứa con và một người mẹ chưa lập gia đình đã bị đình chỉ dạy học vì sự vô đạo đức của mình. Viết một lá thư phản đối Bộ trưởng Giáo dục, Luis Beltrán Pietro Figueroa, cô đưa ra quyền không kết hôn và có một đứa con và quyền của cô không có sự thiên vị ngăn cản cô tìm kiếm dịch vụ cho con của mình từ các tổ chức như cơ sở chăm sóc sức khỏe và chăm sóc trẻ em. Sau vài tháng, cô được phép trở lại giảng dạy, nhưng trở nên có tiếng nói hơn về những cách mà phụ nữ phải đối mặt với sự phân biệt đối xử. Hiểu rằng đó không chỉ là những giáo viên bị cấm làm việc mà các học sinh đang mang thai cũng bị đình chỉ học, Laya thúc ép cải cách để mọi quyền công dân được giáo dục được công nhận.

### Trích dẫn
1. 1 2  Partido Socialista Unido de Venezuela 2013.
2. 1 2 3 4 5  Brito 2016.
3. 1 2  La Radio del Sur 2015.
4. 1 2  Amador 2014.
5. 1 2  Agencia Venezolana de Noticias 2015.

### Sách tham khảo
- Amador, Diana (ngày 27 tháng 11 năm 2014). "Mujeres venezolanas cosechan la siembra de Argelia Laya" [Venezuelan women have harvested the plantings of Algeria Laya] (bằng tiếng Tây Ban Nha). Caracas, Venezuela. Agencia Venezolana de Noticias. Bản gốc lưu trữ ngày 4 tháng 6 năm 2016. Truy cập ngày 23 tháng 3 năm 2017.
- Brito, Juliet Montero (2016). "Laya, Argelia (1926–1997)". Trong Knight, Franklin W.; Gates, Jr, Henry Louis (biên tập). Dictionary of Caribbean and Afro–Latin American Biography. Oxford, England: Oxford University Press. ISBN 978-0-199-93580-2.  – via Oxford University Press's Reference Online (cần đăng ký mua)
- Bản mẫu:Chú thích báopaperBản mẫu:Pn
- "10 de julio: 87 años del natalicio de Argelia Laya" [July 10: 87 years from the birth of Algeria Laya]. Partido Socialista Unido de Venezuela (bằng tiếng Tây Ban Nha). Caracas, Venezuela. ngày 10 tháng 7 năm 2013. Bản gốc lưu trữ ngày 3 tháng 6 năm 2016. Truy cập ngày 23 tháng 3 năm 2017.
- "Argelia Laya, líder luchadora por la igualdad y los derechos de las mujeres" [Algeria Laya, leader in the fight for equality and women's rights] (bằng tiếng Tây Ban Nha). Caracas, Venezuela. Agencia Venezolana de Noticias. ngày 10 tháng 7 năm 2015. Bản gốc lưu trữ ngày 23 tháng 3 năm 2017. Truy cập ngày 23 tháng 3 năm 2017.
- "Nace Argelia Laya, luchadora por la igualdad y los derechos de las mujeres (+Micro)". La Radio del Sur (bằng tiếng Tây Ban Nha). ngày 10 tháng 7 năm 2015. Bản gốc lưu trữ ngày 30 tháng 3 năm 2018. Truy cập ngày 30 tháng 3 năm 2018.